# Lacustricola matthesi
 Lacustricola matthesi  és un peix de la família dels pecílids i de l'ordre dels ciprinodontiformes.

## Morfologia
Els mascles poden assolir els 3,9 cm de longitud total.

## Hàbitat
És un peix d'aigua dolça, bentopelàgic i de clima tropical (22 °C-25 °C).

## Distribució geogràfica
Es troba a Àfrica: Tanzània i Zàmbia.